# Hopea fluvialis
Hopea fluvialis là một loài thực vật họ Dầu. Loài này phân bổ tự nhiên ở Brunei, Indonesia, và Malaysia.